# Azya luteipes
Azya luteipes es una especie de insecto de la familia Coccinellidae de origen neotropical. Es notoria por las pilosidades de sus élitros, que son blanco-ceniza con dos zonas circulares oscuras, asemejando una máscara o los ojos de un oso panda.

## Características
Miden de 3 a 4 milímetros. Su pronoto es negro y sus élitros tienen una puntuación fina y pilosidad blanco-ceniza corta y homogénea, con una gran zona de pilosidad oscura en cada uno en forma de círculo (de aproximadamente 1/4 del largo del élitro).
La frente de los machos es café amarillenta, mientras que la de las hembras es negra.
La larva de Azya luteipes tiene el cuerpo cubierto por secreción cerosa blanca que se expande como apéndices filamentosos alrededor del cuerpo. Además de la agilidad del insecto en estado larvario, la protección de su cuerpo permite defenderse de posibles ataques oportunistas de depredadores generalistas como las hormigas y aves.

## Distribución
Se han hallado ejemplares en Argentina, Brasil, Guyana, Guayana Francesa, Paraguay, Surinam, Uruguay, Antillas, Colombia, Venezuela, Norteamérica y Centroamérica.

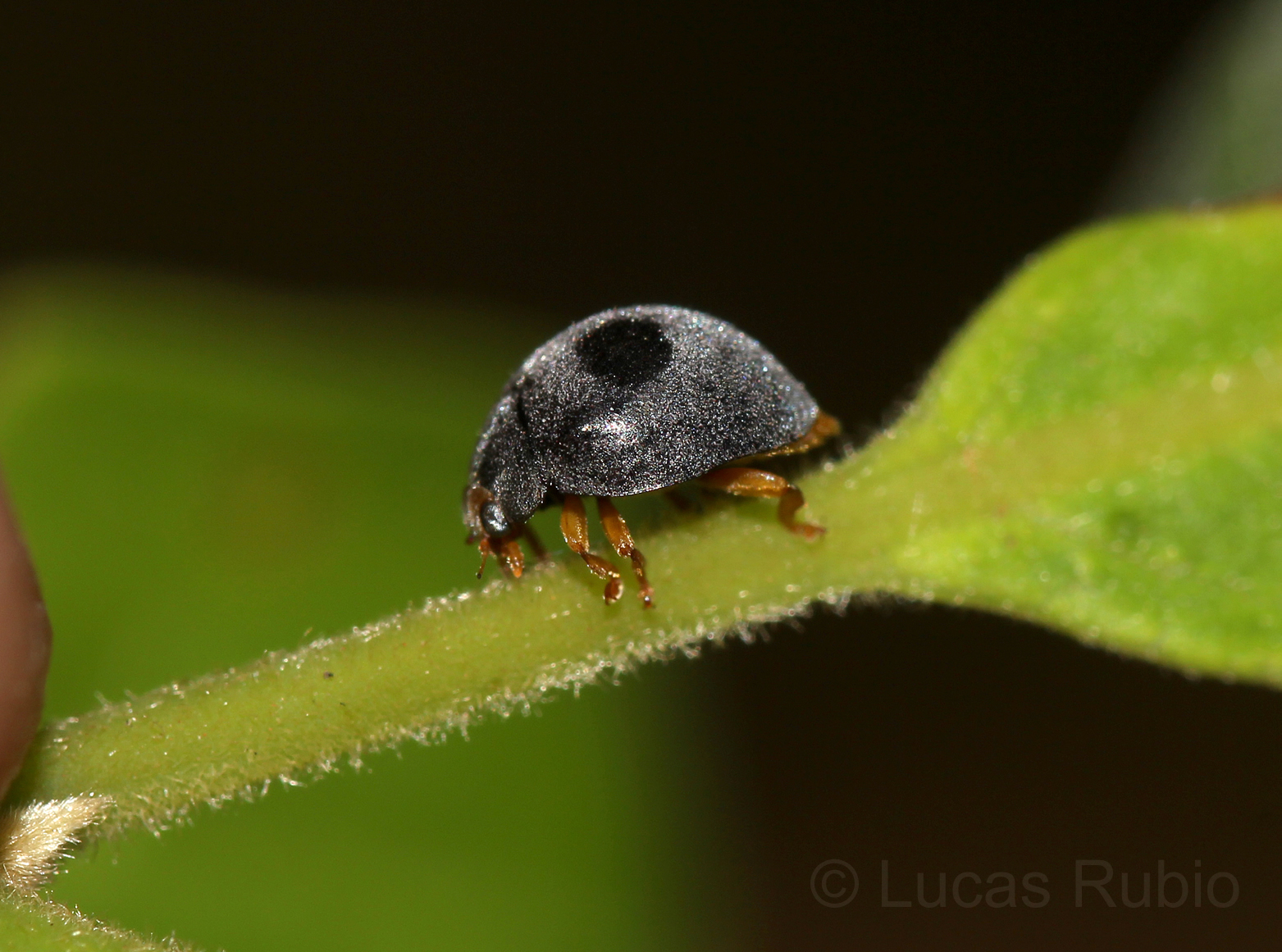
Vista lateral de un ejemplar de Azya luteipes

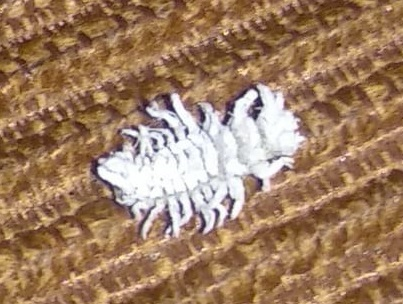
Larva de Azya luteipes

## Ecología y comportamiento
Esta especie es depredadora, particularmente de escamas (Coccoidea). Es uno de los principales depredadores de la escama Coccus viridis, la cual es una de las mayores pestes de la planta de café Coffea arabica.

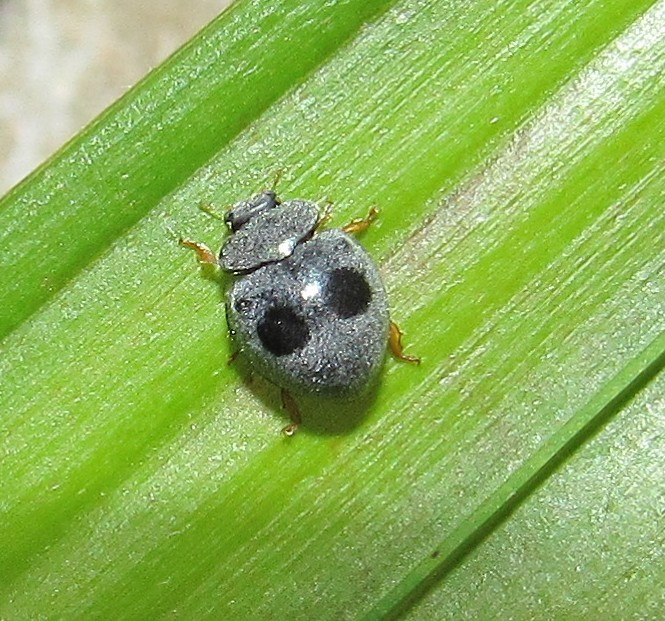
Un ejemplar de Azya luteipes sobre una hoja.

 Se observó también que depredan sobre el psílido Gyropsylla spegazziniana en cultivos de yerba mate.
Azya luteipes emplea varios mecanismos de defensa contra sus depredadores, como la tanatosis ("hacerse el muerto"), fenómeno que ocurre para la mayoría de las especies de Coccinellidae.